# Dumneavoastră, tu
Dumneavoastră, tu este un film românesc din 2015 regizat de Bogdan Theodor Olteanu. Rolurile principale au fost interpretate de actorii Costel Cașcavaș, Ana Covalciuc.

## Distribuție
Distribuția filmului este alcătuită din:
- Ana Covalciuc — Maria
- Oana Rusu
- Costel Cașcaval — Pavel